# Мартинс Инди, Бруну
Роналду Максимилиану (Бру́ну) Ма́ртинс И́нди (нидерл. Rolando Maximiliano "Bruno" Martins Indi; родился 8 февраля 1992 года, Баррейру, Португалия) — нидерландский футболист, защитник роттердамской «Спарты». Выступал за сборную Нидерландов.

## Ранние годы
Родился в семье выходцев из Гвинеи-Бисау. Когда Бруно было три месяца, родители переехали в Роттердам.

## Клубная карьера

### «Фейеноорд»
Воспитанник клуба «Фейеноорд». Дебютировал в команде 19 августа 2010 года в матче четвёртого квалификационного раунда Лиги Европы против «Гента».
Три дня спустя защитник сыграл свой первый матч и в чемпионате Нидерландов (в 3-м туре против «Хераклеса»). 17 апреля 2011 года Мартинс Инди забил первый гол в своей профессиональной карьере, ударом головой поразив ворота клуба «Виллем II». По итогам сезона 2011/12 защитник в составе «Фейеноорда» стал вице-чемпионом страны.
В июле 2014 года перешёл в «Порту».

### «Порту»
После удачно проведенного чемпионата мира 2014 в Бразилии, где он стал бронзовым призёром турнира, появилась информация о том, что Бруну в текущее трансферное окно покинет «Фейеноорд». 15 июля 2014 года «Порту» на своём официальном сайте сообщил, что Мартинс Инди подписал с «Порту» четырёхлетний контракт, условия которого не разглашаются, сумма трансфера по некоторым данным составила 7 млн евро. Первый гол за «Порту» забил 5 октября 2014 года в матче против «Браги».

### «Сток Сити»
Летом 2016 года игрок был арендован английским клубом «Сток Сити». В августе 2017 года клуб выкупил права на Мартинс Инди, заплатив за него 7,7 миллионов евро и заключив с ним пятилетний контракт.

### АЗ Алкмар
6 октября 2020 года перешёл на правах аренды в клуб АЗ из Алкмара. 5 июля 2021 года подписал с АЗ полноценный контракт.

### «Спарта»
15 июля 2025 года на правах свободного агента перешёл в роттердамскую «Спарту», подписав двухлетний контракт до середины 2027 года с возможностью продления ещё на год.

## Карьера в сборной
Бруну Мартинс Инди выступал за юношеские сборные Нидерландов различных возрастов. В составе команды юниоров до 17 лет защитник участвовал в чемпионате мира—2009 (1 матч), а со сборной до 19 лет был участником чемпионата Европы—2010 (3 матча).
Мартинс Инди впервые сыграл за молодёжную сборную 29 февраля 2012 года в отборочном матче к чемпионату Европы против команды Шотландии.
16 августа 2012 года в товарищеском матче со бельгийцами Бруну Мартинс Инди дебютировал в национальной сборной. В отборочном матче ЧМ—2014 против сборной Венгрии, состоявшемся в Будапеште 11 сентября 2012 года защитник забил первый в своей карьере гол за сборную Нидерландов.
На чемпионате мира 2014 года завоевал бронзовые медали.

## Достижения
- Вице-чемпион Нидерландов: 2011/12
- Бронзовый призёр чемпионата мира 2014

## Статистика

### Клубная статистика
По состоянию на 23 мая 2015 года
| Выступление      | Выступление      | Выступление      | Лига | Лига | Кубки | Кубки | Еврокубки | Еврокубки | Остальные | Остальные | Итого | Итого |
| Клуб             | Лига             | Сезон            | Игры | Голы | Игры  | Голы  | Игры      | Голы      | Игры      | Голы      | Игры  | Голы  |
| ---------------- | ---------------- | ---------------- | ---- | ---- | ----- | ----- | --------- | --------- | --------- | --------- | ----- | ----- |
| Фейеноорд        | Эредивизи        | 2010/11          | 15   | 1    | 2     | 0     | 2         | 0         | 0         | 0         | 19    | 1     |
| Фейеноорд        | Эредивизи        | 2011/12          | 29   | 1    | 2     | 0     | 0         | 0         | 0         | 0         | 31    | 1     |
| Фейеноорд        | Эредивизи        | 2012/13          | 32   | 1    | 3     | 0     | 4         | 0         | 0         | 0         | 39    | 1     |
| Фейеноорд        | Эредивизи        | 2013/14          | 26   | 2    | 3     | 0     | 2         | 0         | 0         | 0         | 31    | 2     |
| Фейеноорд        | Итого            | Итого            | 102  | 5    | 10    | 0     | 8         | 0         | 0         | 0         | 120   | 5     |
| Порту            | Лига Сагриш      | 2014/15          | 24   | 2    | 2     | 0     | 11        | 0         | 0         | 0         | 37    | 2     |
| Порту            | Итого            | Итого            | 24   | 2    | 2     | 0     | 11        | 0         | 0         | 0         | 37    | 2     |
| Всего за карьеру | Всего за карьеру | Всего за карьеру | 126  | 7    | 12    | 0     | 19        | 0         | 0         | 0         | 157   | 7     |

### Список матчей за сборную Нидерландов
| Матчи Мартинса Инди за сборную Нидерландов | Матчи Мартинса Инди за сборную Нидерландов | Матчи Мартинса Инди за сборную Нидерландов | Матчи Мартинса Инди за сборную Нидерландов | Матчи Мартинса Инди за сборную Нидерландов | Матчи Мартинса Инди за сборную Нидерландов |
| ------------------------------------------ | ------------------------------------------ | ------------------------------------------ | ------------------------------------------ | ------------------------------------------ | ------------------------------------------ |
| №                                          | Дата                                       | Соперник                                   | Счёт                                       | Голы Мартинса Инди                         | Соревнование                               |
| 1                                          | 15 августа 2012                            | Бельгия                                    | 2:4                                        | —                                          | Товарищеский матч                          |
| 2                                          | 7 сентября 2012                            | Турция                                     | 2:0                                        | —                                          | Чемпионат мира 2014 (отбор)                |
| 3                                          | 11 сентября 2012                           | Венгрия                                    | 4:1                                        | 1                                          | Чемпионат мира 2014 (отбор)                |
| 4                                          | 12 октября 2012                            | Андорра                                    | 3:0                                        | —                                          | Чемпионат мира 2014 (отбор)                |
| 5                                          | 16 октября 2012                            | Румыния                                    | 4:1                                        | 1                                          | Чемпионат мира 2014 (отбор)                |
| 6                                          | 14 ноября 2012                             | Германия                                   | 0:0                                        | —                                          | Товарищеский матч                          |
| 7                                          | 6 февраля 2013                             | Италия                                     | 1:1                                        | —                                          | Товарищеский матч                          |
| 8                                          | 22 марта 2013                              | Эстония                                    | 3:0                                        | —                                          | Чемпионат мира 2014 (отбор)                |
| 9                                          | 26 марта 2013                              | Румыния                                    | 4:0                                        | —                                          | Чемпионат мира 2014 (отбор)                |
| 10                                         | 14 августа 2013                            | Португалия                                 | 1:1                                        | —                                          | Товарищеский матч                          |
| 11                                         | 6 сентября 2013                            | Эстония                                    | 2:2                                        | —                                          | Чемпионат мира 2014 (отбор)                |
| 12                                         | 15 октября 2013                            | Турция                                     | 2:0                                        | —                                          | Чемпионат мира 2014 (отбор)                |
| 13                                         | 5 марта 2014                               | Франция                                    | 0:2                                        | —                                          | Товарищеский матч                          |
| 14                                         | 17 мая 2014                                | Эквадор                                    | 1:1                                        | —                                          | Товарищеский матч                          |
| 15                                         | 31 мая 2014                                | Гана                                       | 1:0                                        | —                                          | Товарищеский матч                          |
| 16                                         | 4 июня 2014                                | Уэльс                                      | 2:0                                        | —                                          | Товарищеский матч                          |
| 17                                         | 13 июня 2014                               | Испания                                    | 5:1                                        | —                                          | Чемпионат мира 2014                        |
| 18                                         | 18 июня 2014                               | Австралия                                  | 3:2                                        | —                                          | Чемпионат мира 2014                        |
| 19                                         | 29 июня 2014                               | Мексика                                    | 2:1                                        | —                                          | Чемпионат мира 2014                        |
| 20                                         | 5 июля 2014                                | Коста-Рика                                 | 0:0 (4:3 пен.)                             | —                                          | Чемпионат мира 2014                        |
| 21                                         | 9 июля 2014                                | Аргентина                                  | 0:0 (4:2 пен.)                             | —                                          | Чемпионат мира 2014                        |
| 22                                         | 12 июля 2014                               | Бразилия                                   | 3:0                                        | —                                          | Чемпионат мира 2014                        |
| 23                                         | 4 сентября 2014                            | Италия                                     | 0:2                                        | —                                          | Товарищеский матч                          |
| 24                                         | 9 сентября 2014                            | Чехия                                      | 1:2                                        | —                                          | Чемпионат Европы 2016 (отбор)              |
| 25                                         | 10 октября 2014                            | Казахстан                                  | 3:1                                        | —                                          | Чемпионат Европы 2016 (отбор)              |
| 26                                         | 13 октября 2014                            | Исландия                                   | 0:2                                        | —                                          | Чемпионат Европы 2016 (отбор)              |
| 27                                         | 28 марта 2015                              | Турция                                     | 1:1                                        | —                                          | Чемпионат Европы 2016 (отбор)              |
| 28                                         | 31 марта 2015                              | Испания                                    | 2:0                                        | —                                          | Товарищеский матч                          |
| 29                                         | 5 июня 2015                                | США                                        | 3:4                                        | —                                          | Товарищеский матч                          |
| 30                                         | 12 июня 2015                               | Латвия                                     | 2:0                                        | —                                          | Чемпионат Европы 2016 (отбор)              |
| 31                                         | 3 сентября 2015                            | Исландия                                   | 0:1                                        | —                                          | Чемпионат Европы 2016 (отбор)              |
| 32                                         | 25 марта 2017                              | Болгария                                   | 0:2                                        | —                                          | Чемпионат мира 2018 (отбор)                |
| 33                                         | 28 марта 2017                              | Италия                                     | 1:2                                        | —                                          | Товарищеский матч                          |
| 34                                         | 4 июня 2017                                | Кот-д’Ивуар                                | 5:0                                        | —                                          | Товарищеский матч                          |
| 35                                         | 8 июня 2022                                | Уэльс                                      | 2:1                                        | —                                          | Лига наций УЕФА 2022/2023                  |
| 36                                         | 14 июня 2022                               | Уэльс                                      | 3:2                                        | —                                          | Лига наций УЕФА 2022/2023                  |

Итого: 36 матчей / 2 гола; 19 побед, 6 ничьих, 11 поражений.